# قمة إسطنبول 1999
قمة إسطنبول كانت القمة السادسة لمنظمة الأمن والتعاون في أوروبا، والتي عقدت في إسطنبول في تركيا من 18 نوفمبر حتى 19 نوفمبر، مما أدى إلى اعتماد إعلان قمة إسطنبول والتوقيع على ميثاق الأمن الأوروبي. وفي إسطنبول أيضًا وقعت 30 دولة من منظمة الأمن والتعاون في أوروبا على اتفاقية القوات المسلحة التقليدية المعدلة في أوروبا، والتي عدلت معاهدة 1990 بشأن القوات المسلحة التقليدية في أوروبا لتعكس التغييرات منذ نهاية الحرب الباردة. كان هناك أيضًا صدام لفظي بين روسيا والغرب حول تدخل الناتو في صراع كوسوفو وبداية حرب الشيشان الثانية.